# Christopher Wesley
Christopher Wesley, född den 23 juni 1987 i Nürnberg, Tyskland, är en tysk landhockeyspelare.
Han tog OS-guld i herrarnas landhockeyturnering i samband med de olympiska landhockeytävlingarna 2012 i London.
Vid de olympiska landhockeytävlingarna 2016 i Rio de Janeiro tog han en bronsmedalj.